# Udea stigmatalis
Udea stigmatalis is een vlinder uit de familie van de grasmotten (Crambidae), uit de onderfamilie van de Spilomelinae. De wetenschappelijke naam van deze soort is voor het eerst voorgesteld als Pionea stigmatalis door Alfred Ernest Wileman in een publicatie uit 1911.

## Verspreiding
De soort komt voor in Taiwan en Japan.

## Ondersoorten
- Udea stigmatalis stigmatalis (Wileman, 1911) (Japan)
- Udea stigmatalis tayulingensis Heppner, 2005 (Taiwan)[2]